# Android Jelly Bean
Android Jelly Bean是由Google開發的Android作業系統的第4個主要版本，繼承2011年發佈的Android Ice Cream Sandwich，其版本介於4.1和4.3.1之間。

## 特色
1. 平板電腦上受限制的個人檔案: 現在，您可以限制應用程式和內容在家中和工作時的存取權。對於家長，您可以建立家長控制。對於零售商，您可以把自己的平板電腦變成一間便利店。
2. 支援 Bluetooth Smart: 在量度和傳送數據至健身感應器，如 Fitbit、Runtastic 及其他裝置時，Bluetooth Smart 可盡量減少耗電，讓您的手機或平板電腦更省電。
3. 撥號鍵盤自動完成: 只需輕觸數字或字母開首的幾個數字或文字，撥號盤便會自動建議號碼或名稱。
4. 改善對希伯來語及阿拉伯文的支援: 透過新版本中由右至左的配置，我們增加了對希伯來語及阿拉伯文使用者的支援。

## 更多功能
音效: 虛擬環迴立體聲 - 在 Nexus 7 (2013 年版) 及其他 Nexus 裝置上，享受 Google Play 提供的環迴立體聲影片。
動畫: OpenGL ES 3.0 - Android 現在支援業界標準的最新版本，呈現卓越的圖像。
```
       Nexus 7 (2013 年版) 和 Nexus 10 的無線顯示 - 從您的平板電腦投放到電視上。
```

輸入: 文字輸入更容易 - 觸控輸入的演算法已改善，令文字輸入更容易。
```
       透過手掣按鈕及搖桿輸入，延遲更短。
```

地點: Wi-Fi 定位偵測 - 使用 Wi-Fi 來偵測定位，但無需長時間開啟 Wi-Fi。
網絡: 支援 Bluetooth Smart (又稱低功耗藍牙) - 裝置，如 Nexus 4 及 Nexus 7 (2013 年版)，現已成為 Bluetooth Smart Ready 裝置。
```
       支援 Bluetooth AVRCP 1.3 - 在汽車音響上顯示歌曲名稱。
```

設定: 停用的應用程式分頁 - 在 [設定] > [應用程式]，查看目前哪些應用程式停用。
系統: 受限制的個人檔案 - 使您的平板電腦進入有限存取應用程式及內容的模式。
```
       設定精靈更簡單 - 使用者現在可以更正以往輸入，而使用者協議也更簡短；開始使用 Android 變得更輕鬆。
       更快速的使用者切換 - 在上鎖畫面切換使用者比以往更快。
       優化相片白日夢 - 導覽有趣的相簿。
```